# Didier Morata
Pour les articles homonymes, voir Morata.
Didier Morata, né en 1954, est un astronome amateur français, chimiste de profession.

## Biographie
Le Centre des planètes mineures le crédite de la découverte de l'astéroïde (9117) Aude effectuée le 27 mars 1997 avec la collaboration de Stéphane Morata.
L'astéroïde (14643) Morata lui a été dédié,.